# Karl Rudolf Friedenthal

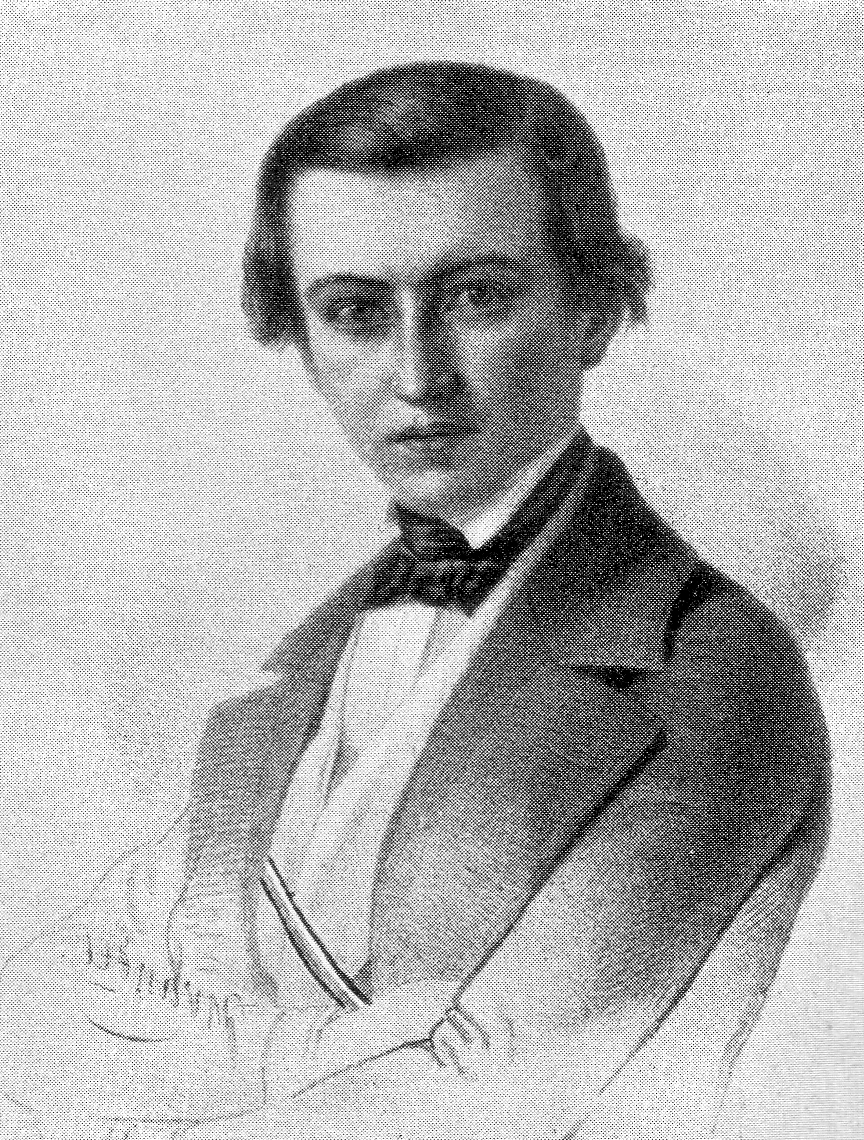
Karl Rudolf Friedenthal w młodości

Karl Rudolf Friedenthal (ur. 15 września 1827 we Wrocławiu, zm. 7 marca 1890 w Goświnowicach) – pruski mąż stanu, polityk, prawnik i przedsiębiorca.

## Życiorys
Wczesne lata
Rodzicami Karla Rudolfa Friedenthala był Naftali Marek Friedenthal (w 1832 roku przechrzczony na Carl Nicolas Friedenthal) kupiec, bankier i radny miasta Wrocław i Amalie Landsberger.
W latach 1839–1844 uczęszczał do szkoły w Nysie, a następnie studiował prawo na Uniwersytecie we Wrocławiu, Heidelbergu i Berlinie, uzyskując tytuł doktora prawa (Doctor iuris). Po studiach w roku 1854 wstąpił do służby państwowej na stanowisko Kammergerichtassessora, lecz w tym samym roku zmuszony był do wystąpienia ze służby, a spowodowane było to śmiercią ojca i koniecznością zagospodarowania odziedziczonych posiadłości na ziemiach nyskich.
Działalność polityczna
Pomimo konieczności zaangażowania się w sprawy zarządzania swoimi posiadłościami, od czasu zakończenia edukacji brał udział w aktywnym życiu politycznym będąc członkiem partii liberałów (Altliberale Partei). W 1856 r. został wybrany deputowanym sąsiedniego okręgu grodkowskiego, pełniąc rolę radnego do 1864 r.
Podczas wojen, w przeciwieństwie do swoich partyjnych kolegów, zabiegał o reorganizację i wzmocnienie armii pruskiej, a swoje tezy sformułował w broszurze „Salus publica suprema lex” (1860).
W roku 1867 należał do założycieli Freikonservative Partei i w latach 1867-1871 był posłem Pruskiej Izby Reprezentantów Parlamentu Związku Północnoniemieckiego. Podczas wojny francusko-pruskiej należał do centrali ochotników, którzy organizowali oraz kierowali pomocą chorym i cierpiącym. W latach 1871–1879 był posłem Parlamentu Cesarstwa Niemieckiego (Reichstag II Rzeszy), gdzie w latach 1873/74 pełnił funkcję 2 wiceprezydenta. Friedenthal był jednym z najaktywniejszych i efektywnych polityków, będąc wnioskodawcą najważniejszych ustaw w latach 1867-1874. 19 września 1874 r. został mianowany Ministrem Gospodarki jako następca Heinricha von Achenbacha. Był twórcą Centralnej Komisji Torfowisk (niem. Zentralmoorkommission), którą założył w 1876 r. Pod jego naciskiem wyłączono spod Ministerstwa Finansów administrowanie Departamentem Lasów i Domen (dawna wielka posiadłość ziemska należąca do państwa) przyłączając je do Ministerstwa Gospodarki. Podczas nieobecności Friedricha Albrechta zu Eulenburga od października 1877 do marca 1878 pełnił także funkcję Ministra Spraw Wewnętrznych. Gdy Otto von Bismarck na przełomie lat 1879/80 wcielał w życie programy socjalne, które zdecydowanie różniły się od poglądów Friedenthala, będąc niezdolnym do akceptacji jego polityki wewnętrznej, zrezygnował z pełnienia funkcji państwowych w dniu 12 lipca 1879 r., zrzekając się także tytułu szlacheckiego. Natomiast w październiku tego samego roku został powołany do izby wyższej parlamentu – Izby Panów. W 1881 roku zrezygnował także z tego przywileju i wycofał się z życia politycznego. Zdecydował się na powrót do Goświnowic, gdzie poświęcił się swojej gospodarce i fabrykom.
Życie prywatne
Urodził się w żydowskiej rodzinie, lecz w wieku 5 lat został ochrzczony i stał się ewangelikiem. W 1861 poślubił Fanny von Rosenberg (1829–1912). Miał jednego syna, który umarł młodo, a także dwie córki: Elsbeth, która wyszła za mąż za barona Ernsta von Falkenhausen z Bielau (obecnie Biała Nyska), oraz Renate, która poślubiła barona Oskara von der Lancken-Wakenitz, dyplomatę w rządzie niemieckim. Poprzez te małżeństwa ustanowino z baronem von Falkenhausen fideikomis Friedenthal, a on sam otrzymał tytuł barona von Friedenthal-Falkenhausen, a poprzez małżeństwo swojej drugiej córki Friedenthal w 1879 r. kupił miasto Otyń oraz posiadłości po prawej stronie Odry od Alexandra von Dino, które było spadkiem Renaty.
Publikacje
Oprócz broszury „Salus publica suprema lex”, a także swojej rozprawy doktorskiej pod nazwą „De rerum Litiogiosarum Alienatione ex Jure Romano”, jest autorem dzieła „Reichstag und Zollparlament”.